# 十邊形數
十邊形數是一种可以排列成十邊形的多邊形數。十邊形數的公式為：
{\displaystyle 4n^{2}-3n}
以及{\displaystyle n>0}。下列數字為十邊形數：
1、10、27、52、85、126、175、232、297、370、451、540、637、742、855、976、1105、1242、1387、1540、1701、1870、2047、2232、2425、2626、2835、3052、3277、3510、3751、4000、4257、4522、4795、5076、5365、5662、5967、6280、6601、6930、7267、7612、7965、8326 （OEIS數列A001107）
計算第n個十邊形數，也可以先將n平方加上三倍的「第(n - 1)個普洛尼克數」，寫成代數公式則變為：
{\displaystyle D_{n}=n^{2}+3(n^{2}-n)}。
十邊形數中有不斷奇偶數交替的性質。
十邊形數的倒數和為{\displaystyle {{\ln \left(2\right)}+{\pi  \over 6}}=1.216745956158\dots }